# Acanthoscelides alboscutus
Acanthoscelides alboscutus là một loài bọ cánh cứng trong họ Bruchidae. Loài này được Pic mô tả khoa học năm 1929.